# Paul Beach
Der Paul Beach ist ein 900 m langer Kiesstrand an der Nordküste Südgeorgiens. Er liegt am westlichen Ende der Ample Bay in der Bay of Isles. Er ist im oberen Abschnitt von Tussockgras bewachsen und von einem 35 m hohen Kliff gesäumt. Im Osten begrenzt ihn der Grace-Gletscher, im Westen sind es Kliffs, die sich vom Markham Point in östlicher Richtung erstrecken.
Zwei Wissenschaftler des Falkland Islands Dependencies Survey (FIDS) führten hier von 1953 bis 1954 biologische Untersuchungen durch. Der FIDS benannte den Strand nach der Southern Paul, einem Schiff der Walfanggesellschaft Salvesen & Company im Leith Harbour, das die Wissenschaftler in die Bay of Isles gefahren hatte und auch bei anderen Operationen des FIDS zum Einsatz gekommen war.